# NEWS (ソニー)

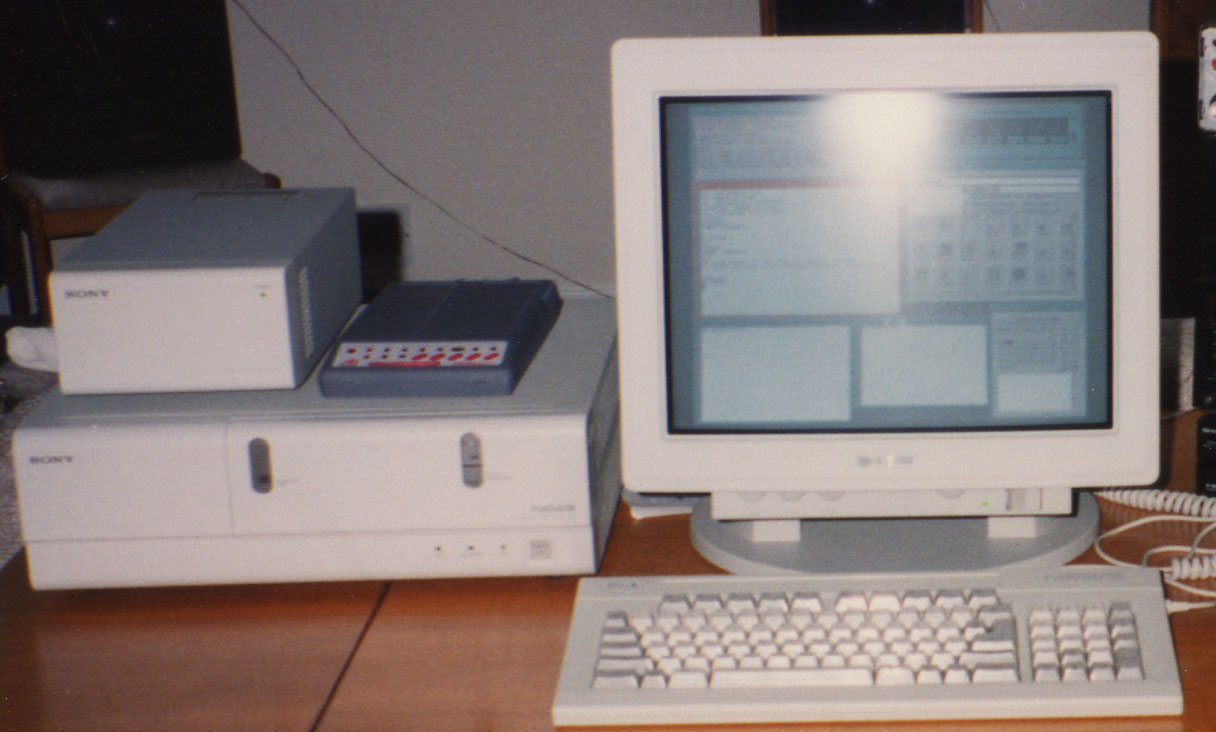
ソニーNEWSワークステーション：2x 68030 @ 25 MHz、1280x1024 256色カラーディスプレイ

NEWS（ニューズ、頭字語: Network Engineering WorkStation）とは、1980年代後半から1990年代前半にかけてソニーが開発・発売したUNIXワークステーションシリーズ。

## 概要

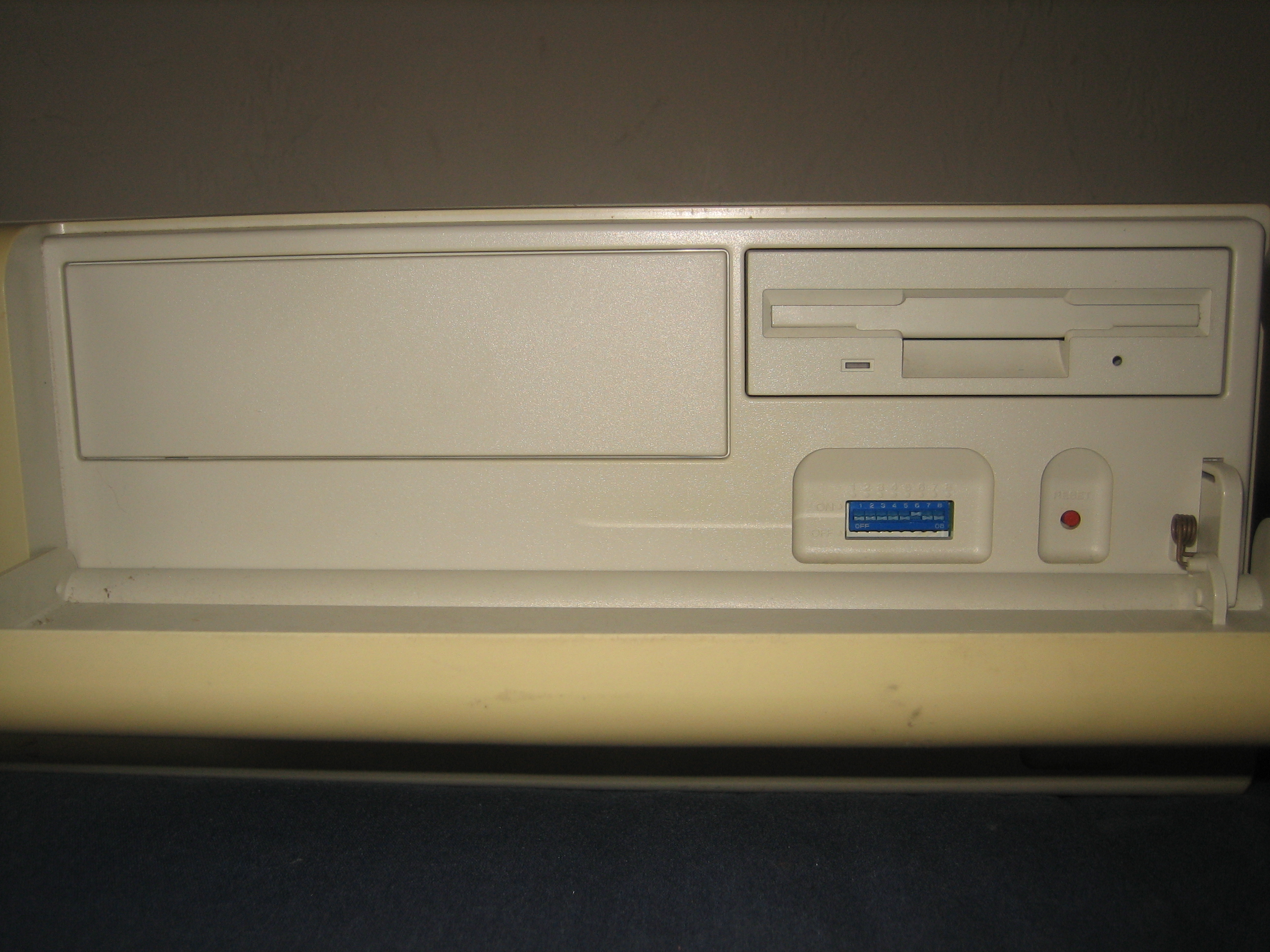
正面扉を開けた状態のNEWS

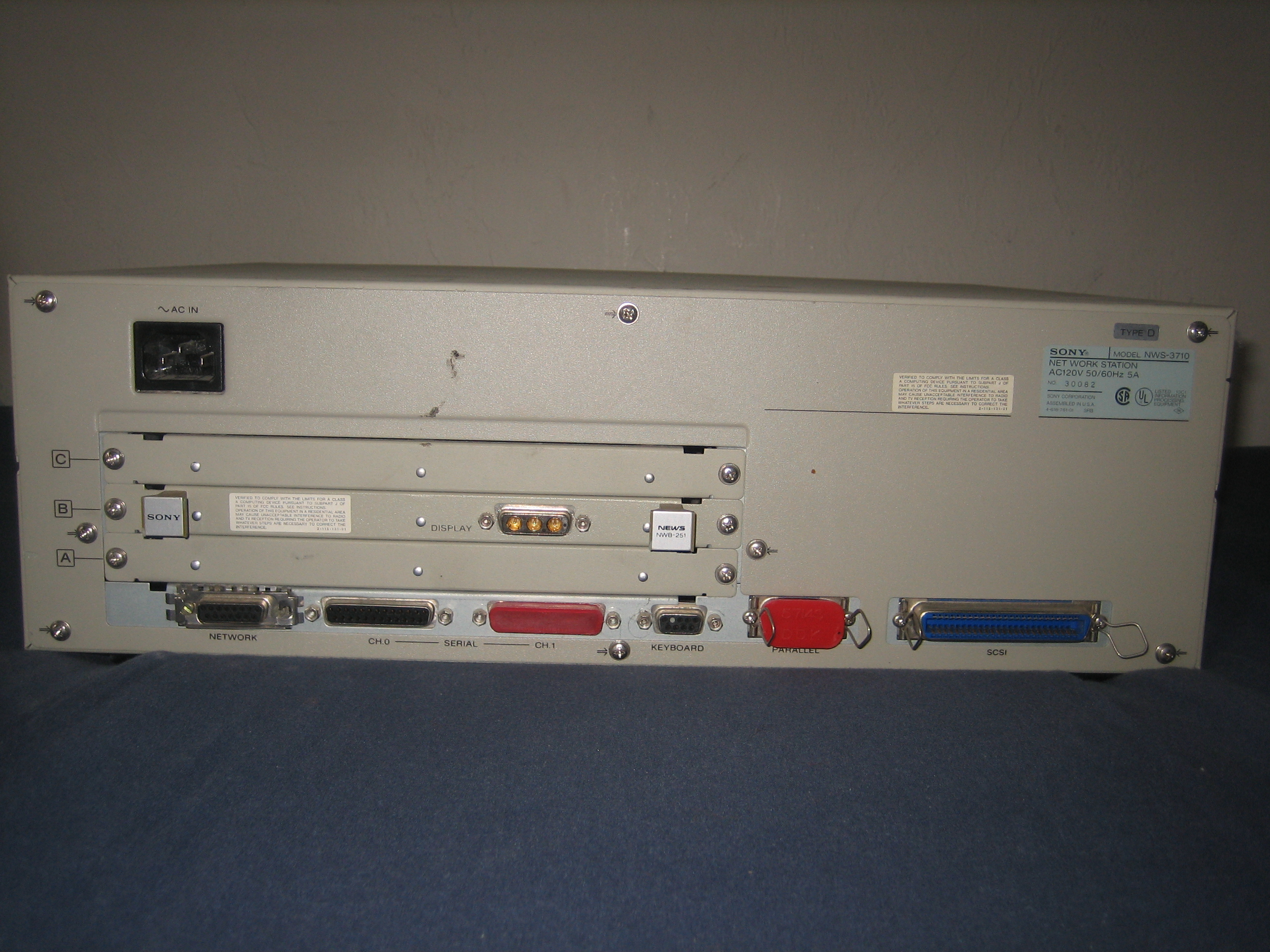
NEWSの背面

デジタルオーディオで活躍していた土井利忠を中心に社内ベンチャーの形で開発され、1987年に最初のモデルが発売された。
当初のモデルは16 - 25MHzで動作する68020か68030を2基（1基はCPU、1基はI/Oプロセッサ）を搭載していたが、後にMIPS R3000やR4000にシフトしていった。最初のシリーズは日本で1987年1月に発売されたNWS-800シリーズで、個人のデスクトップで動作するVAXシリーズ（DECの32ビットミニコンピュータ）というコンセプトだった。プロトタイプのフロントパネルに「Σ-station」のロゴが入っているが、NEWS自体はΣプロジェクトとは一切無関係である。RISCになってからのモデルに、NWS-3460(CPU：R3000(20MHz)、数値演算コプロセッサ：R3010(20MHz)、主記憶8MB/拡張最大16MB、3.5インチFDD：1.44MB、HDD：415MB)がある。
680x0モデルとMIPSモデルはほぼ同じケースを使用し、その大きな正面扉の中にはフロッピーディスクドライブ、SCSIテープドライブ、CD-ROMドライブなどを増設できる5.25インチ拡張ベイが格納されていた。両者の外観には若干の違いがあり、680x0モデルでは2つの窓が、MIPSモデルでは1つの大きな窓があった。正面扉内には、リセットボタンと起動パラメータを設定するためのディップスイッチもあった。
背面には3つの拡張スロットがあり、通常、その1つにビデオカードが挿さっていた。その下にSCSI、イーサネット、シリアル（CH0とCH1、CH0は通常、コンソールに使う）、パラレル、キーボードの各コネクタがあった。
オペレーティングシステム (Sony NEWS-OS) は、当初のバージョンはBSDベース、1993年リリースのバージョン6以降はSystem Vベースであった。
2025年3月15日、情報処理学会の情報技術遺産に認定された。